# Samea conjunctalis
Samea conjunctalis là một loài bướm đêm trong họ Crambidae. Loài này có ở Puerto Rico.